# LähiTapiola Areena
Die LähiTapiola Areena ist eine Eissporthalle im Zentrum der mittelfinnischen Universitäts- und Hauptstadt der Provinz Mittelfinnland Jyväskylä. Die Spielstätte des in der finnischen Liiga spielenden Eishockeyclubs JYP Jyväskylä bietet 4.618 Plätze (davon 3.006 Sitzplätze).

## Geschichte

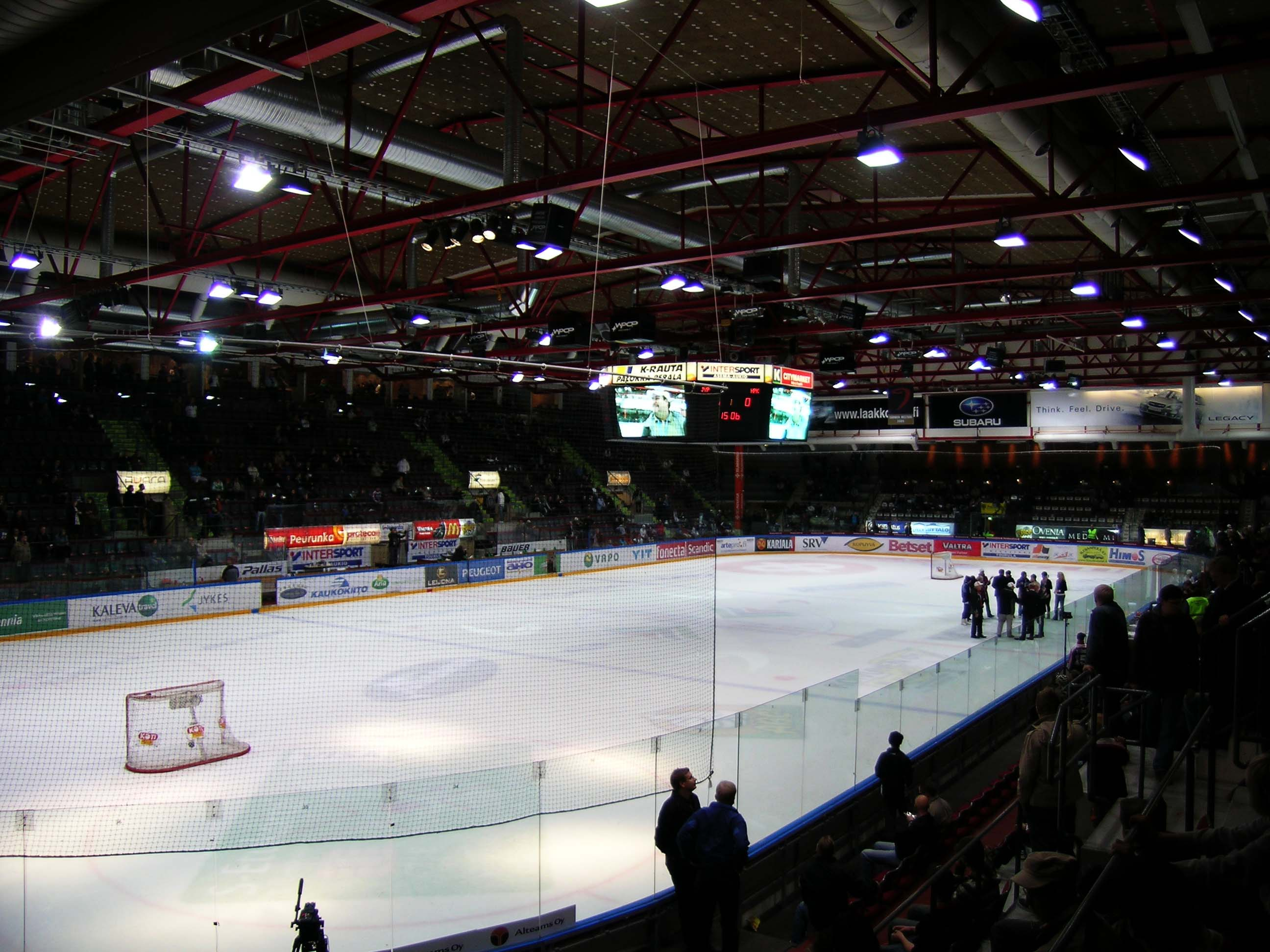
Der Innenraum (2009)

Die 1982 eröffnete Eishalle hatte ursprünglich eine Kapazität von 4.812 Zuschauern. 2003 wurden Sanierungsarbeiten durchgeführt, wobei die Kapazität auf 4.500 sank. Während der Saison 2007/08 wurden weitere Baumaßnahmen durchgeführt, wobei die Kapazität erneut auf 4.180 Zuschauer sank. Zudem konnte der lokale Energieversorger als Namenssponsor für die Eishalle gewonnen werden. Im Sommer 2009 wurde ein Anbau durchgeführt, seit dessen Fertigstellung 4.618 Zuschauer Platz finden.

## Veranstaltungen
Außerhalb der Eishockeysaison wird die Halle zu Messezwecken, Konzerten und Sonderveranstaltungen wie Fahrzeugvorstellungen genutzt. Folgende Künstler traten bereits in der Halle auf:
- Deep Purple
- Helmut Lotti